# Parafia św. Agnieszki w Lublinie

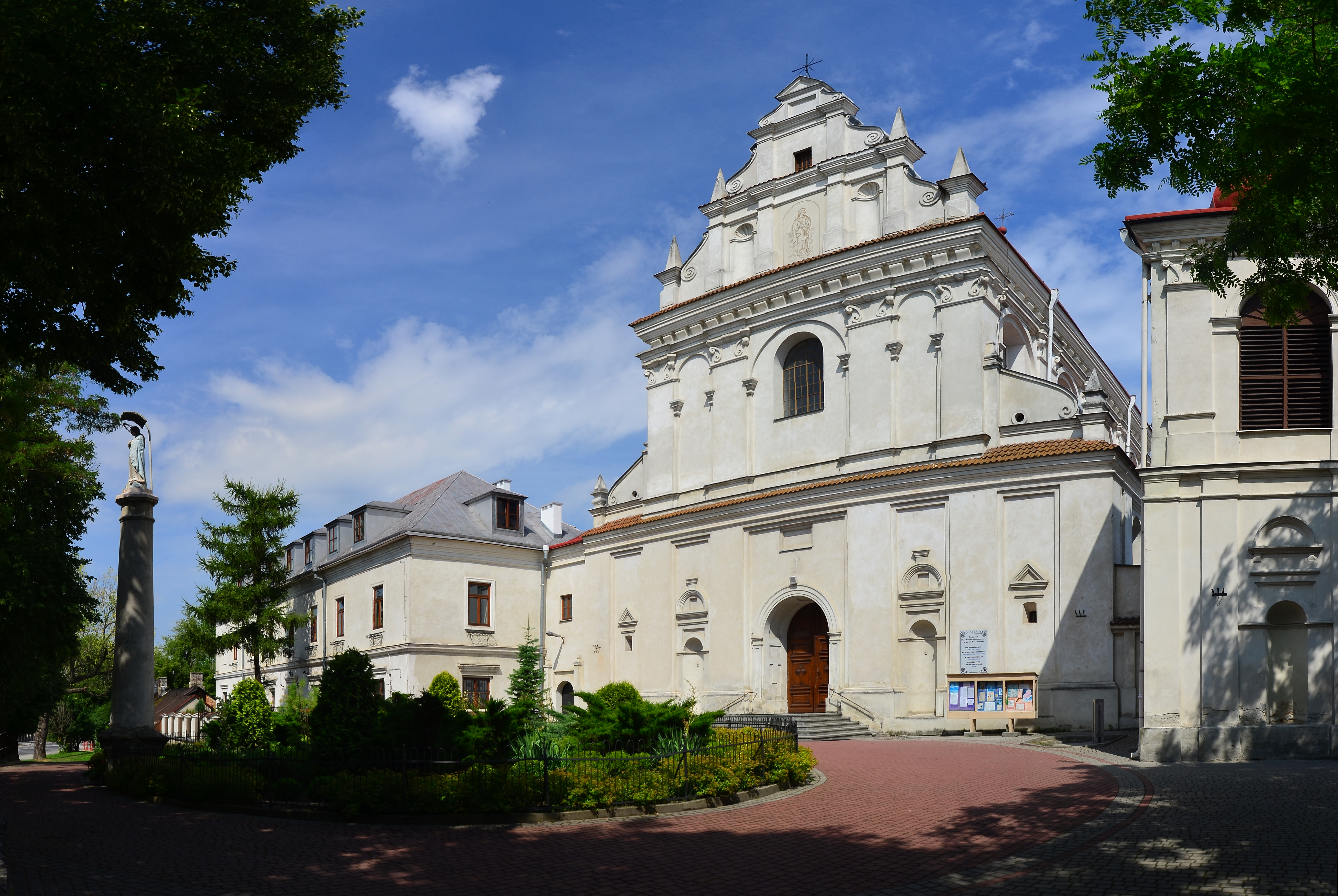
Panorama kościoła parafialnego

Parafia Świętej Agnieszki w Lublinie – parafia rzymskokatolicka w Lublinie, należąca do archidiecezji lubelskiej i Dekanatu Lublin – Wschód. 
Została założona 23 września 1866. Kościół parafialny wybudowany w latach 1692–1698. Mieści się przy ulicy Kalinowszczyzna.

## Zasięg parafii
Do parafii należą wierni z Lublina mieszkający przy ulicach: Działkowej, Kalinowszczyzna, Kiwerskiego, Kleeberga, Kustronia, Okólnej, Orlika - Ruckemana, Tatarskiej, Towarowej i Turystycznej.